# Río French Broad
El río French Broad (en inglés: French Broad River) es un río del sur de Estados Unidos, perteneciente a la cuenca del río Misisipi, que pasa por los estados de Carolina del Norte y Tennessee, uniéndose al río Holston con el que forma el río Tennessee. Tiene una longitud de 351 km.

## Curso
Nace por la confluencia de unos pequeños arroyos cerca de Rosman, Carolina del Norte; fluye hacia el noreste y norte hasta llegar a la ciudad de Ashville, donde tras girar al noroeste entra en el estado de Tennessee y recibe dos afluentes, los ríos Nolichucky y Pigeon. A continuación gira al oeste hasta confluir con el río Holston en la zona este de la ciudad de Knoxville, dando lugar al nacimiento del río Tennessee.